# Вернёй-д’Авр-э-д’Итон (кантон)
Вернёй-д’Авр-э-д’Итон (фр. Verneuil d'Avre et d'Iton) (до 5 марта 2020 назывался Вернёй-сюр-Авр, фр. Verneuil-sur-Avre) — кантон во Франции, находится в регионе Нормандия, департамент Эр. Расположен на территории двух округов ― семнадцать коммун входят в состав округа Берне, одиннадцать ― в состав округа Эврё.

## История
До 2015 года в состав кантона входили коммуны Армантьер-сюр-Авр, Балин, Бурт, Вернёй-сюр-Авр, Гурне-ле-Герен, Куртей, Ле-Бариль, Мандр, Пизё, Пюле , Сен-Виктор-сюр-Авр, Сен-Кристоф-сюр-Авр, Тийер-сюр-Авр и Шенбрён.
В результате реформы 2015 года состав кантона был изменён. В его состав включены упраздненные кантоны Данвиль и Нонанкур.
С 1 января 2016 года в составе кантона произошли изменения: коммуны Арвийи, Корнёй и Томер-ла-Сонь объединились в новую коммуну Шамбуа; коммуна Вилале вошла в состав коммуны Сильвен-ле-Мулен; коммуны Ле-Эссар и Шантлу вместе с двумя коммунами кантона Бретёй образовали новую коммуну Марбуа; коммуны Гувиль, Данвиль, Ле-Ронсене-Отене, Ле-Сак и Мантелон вместе с коммуной Конде-сюр-Итон кантона Бретёй образовали новую коммуну Мениль-сюр-Итон.
С 1 января 2017 года коммуна Вернёй-сюр-Авр объединилась с коммуной Франшвиль кантона Бретёй в новую коммуну Вернёй-д’Авр-э-д’Итон, ставшую административным центром кантона.
1 января 2019 года коммуны Бюи-сюр-Данвиль, Гранвилье и Роман вошли в состав коммуны Мениль-сюр-Итон.
5 марта 2020 года кантон получил название Вернёй-д’Авр-э-д’Итон, а коммуна Марбуа перешла в состав кантона Бретёй.

## Состав кантона с 1 января 2019 года
В состав кантона входят коммуны (население по данным Национального института статистики за 2018 г.):
- Акон (466 чел.)
- Армантьер-сюр-Авр (166 чел.)
- Балин (558 чел.)
- Брё-сюр-Авр (342 чел.)
- Бурт (1 230 чел.)
- Вернёй-д’Авр-э-д’Итон (частично, ассоциированная коммуна Вернёй-сюр-Авр, 6 602 чел.)
- Гурне-ле-Герен (129 чел.)
- Друази (445 чел.)
- Илье-л'Эвек (995 чел.)
- Курдманш (600 чел.)
- Куртей (153 чел.)
- Л'Ом (67 чел.)
- Ла-Мадлен-де-Нонанкур (1 145 чел.)
- Ле-Бариль (272 чел.)
- Мандр (376 чел.)
- Марсийи-ла-Кампань (1 141 чел.)
- Мениль-сюр-Итон (частично, кроме ассоциированной коммуны Конде-сюр-Итон, 5 252 чел.)
- Муавиль (236 чел.)
- Нонанкур (2 290 чел.)
- Пизё (720 чел.)
- Пюле  (404 чел.)
- Сен-Виктор-сюр-Авр (57 чел.)
- Сен-Жермен-сюр-Авр (1 171 чел.)
- Сен-Кристоф-сюр-Авр (139 чел.)
- Сильвен-ле-Мулен (1 293 чел.)
- Тийер-сюр-Авр (1 077 чел.)
- Шамбуа (1 389 чел.)
- Шенбрён (108 чел.)

## Политика
На президентских выборах 2022 г. жители кантона отдали в 1-м туре Марин Ле Пен 34,7 % голосов против 25,7 % у Эмманюэля Макрона и 15,1 % у Жана-Люка Меланшона; во 2-м туре в кантоне победила Ле Пен, получившая 53,8 % голосов. (2017 год. 1 тур: Марин Ле Пен – 31,1 %, Франсуа Фийон – 22,3 %, Эмманюэль Макрон – 18,7 %, Жан-Люк Меланшон – 14,2 %; 2 тур: Макрон – 51,1 %. 2012 год. 1 тур: Николя Саркози — 32,5 %, Марин Ле Пен — 23,7 %, Франсуа Олланд — 20,5 %; 2 тур: Саркози — 58,0 %. 2007 год. 1 тур: Саркози — 36,1 %, Франсуа Байру — 17,6 %; 2 тур: Саркози — 63,4 %).
С 2015 года кантон в Совете департамента Эр представляют мэр коммуны Мениль-сюр-Итон Колетт Боннар (Colette Bonnard) (Разные правые) и мэр коммуны Тийер-сюр-Авр Мишель Франсуа (Michel François) (Республиканцы).
|                | Кандидаты                    | Партия                   | Первый тур | Первый тур     | Второй тур | Второй тур |
| Кол-во голосов | Кандидаты                    | Партия                   | % голосов  | Кол-во голосов | % голосов  |            |
| -------------- | ---------------------------- | ------------------------ | ---------- | -------------- | ---------- | ---------- |
|                | Колетт Боннар Мишель Франсуа | Правый блок              | 3 016      | 54,83          | 3 722      | 66,70      |
|                | Кристин Луар Эрик Мишьель    | Национальное объединение | 1 816      | 33,01          | 1 858      | 33,30      |
|                | Изабель Максимен Николя Миге | Разные правые            | 669        | 12,16          |            |            |

|                | Кандидаты                       | Партия             | Первый тур | Первый тур     | Второй тур | Второй тур |
| Кол-во голосов | Кандидаты                       | Партия             | % голосов  | Кол-во голосов | % голосов  |            |
| -------------- | ------------------------------- | ------------------ | ---------- | -------------- | ---------- | ---------- |
|                | Колетт Боннар Мишель Франсуа    | Правый блок        | 2 859      | 29,50          | 5 650      | 60,77      |
|                | Оливье Гуэн Фанни Менероль-Мени | Национальный фронт | 3 104      | 32,03          | 3 648      | 39,23      |
|                | Дельфин Лепельтье Жоэль Эрвье   | Разные правые      | 2 645      | 27,29          |            |            |
|                | Моник Кантен Доминик Кийер      | Левый фронт        | 560        | 5,78           |            |            |
|                | Кристоф Миге Кристин Рено       | Прочие             | 524        | 5,41           |            |            |